# Tranquillo Barnetta
Tranquillo Barnetta (pronunție în italiană [traŋˈkwillo barˈnetta]; n. 22 mai 1985) este un fotbalist elvețian care evoluează pe poziția de mijlocaș, în prezent liber de contract după desparțirea de clubul german Schalke 04. Din 2004 el joacă și la echipa națională de fotbal a Elveției.

## Goluri internaționale
As of 16 octombrie 2012
| #   | Data              | Stadion                      | Adversar         | Scor      | Rezultat | Competiția                                             | Raport |
| --- | ----------------- | ---------------------------- | ---------------- | --------- | -------- | ------------------------------------------------------ | ------ |
| 1.  | 1 martie 2006     | Hampden Park, Glasgow        | Scoția           | 1–0       | 3–1      | Meci amical                                            | [ 2 ]  |
| 2.  | 27 mai 2006       | St. Jakob-Park, Basel        | Coasta de Fildeș | 1–0       | 1–1      | Meci amical                                            | [ 3 ]  |
| 3.  | 19 iunie 2006     | Westfalenstadion, Dortmund   | Togo             | 2–0       | 2–0      | Campionatul Mondial de Fotbal 2006                     | [ 4 ]  |
| 4.  | 22 august 2007    | Stade de Genève, Geneva      | Țările de Jos    | 1–0 (pen) | 2–1      | Meci amical                                            | [ 5 ]  |
| 5.  | 22 august 2007    | Stade de Genève, Geneva      | Țările de Jos    | 2–0       | 2–1      | Meci amical                                            | [ 5 ]  |
| 6.  | 7 septembrie 2007 | Ernst Happel Stadion, Vienna | Chile            | 1–0       | 2–1      | Meci amical                                            | [ 6 ]  |
| 7.  | 4 iunie 2011      | Wembley Stadium, Londra      | Anglia           | 1–0       | 2–2      | Preliminariile Campionatului European de Fotbal 2012   | [ 7 ]  |
| 8.  | 4 iunie 2011      | Wembley Stadium, Londra      | Anglia           | 2–0       | 2–2      | Preliminariile Campionatului European de Fotbal 2012   | [ 7 ]  |
| 9.  | 15 august 2012    | Stadion Poljud, Split        | Croația          | 2–1       | 4–2      | Meci amical                                            |        |
| 10. | 16 octombrie 2012 | Laugardalsvöllur, Reykjavík  | Islanda          | 1–0       | 2–0      | Calificările pentru Campionatul Mondial de Fotbal 2014 |        |

## Palmares

### Internațional
- UEFA U-17 European Champion: 2002